# 요코하마 비즈니스 파크

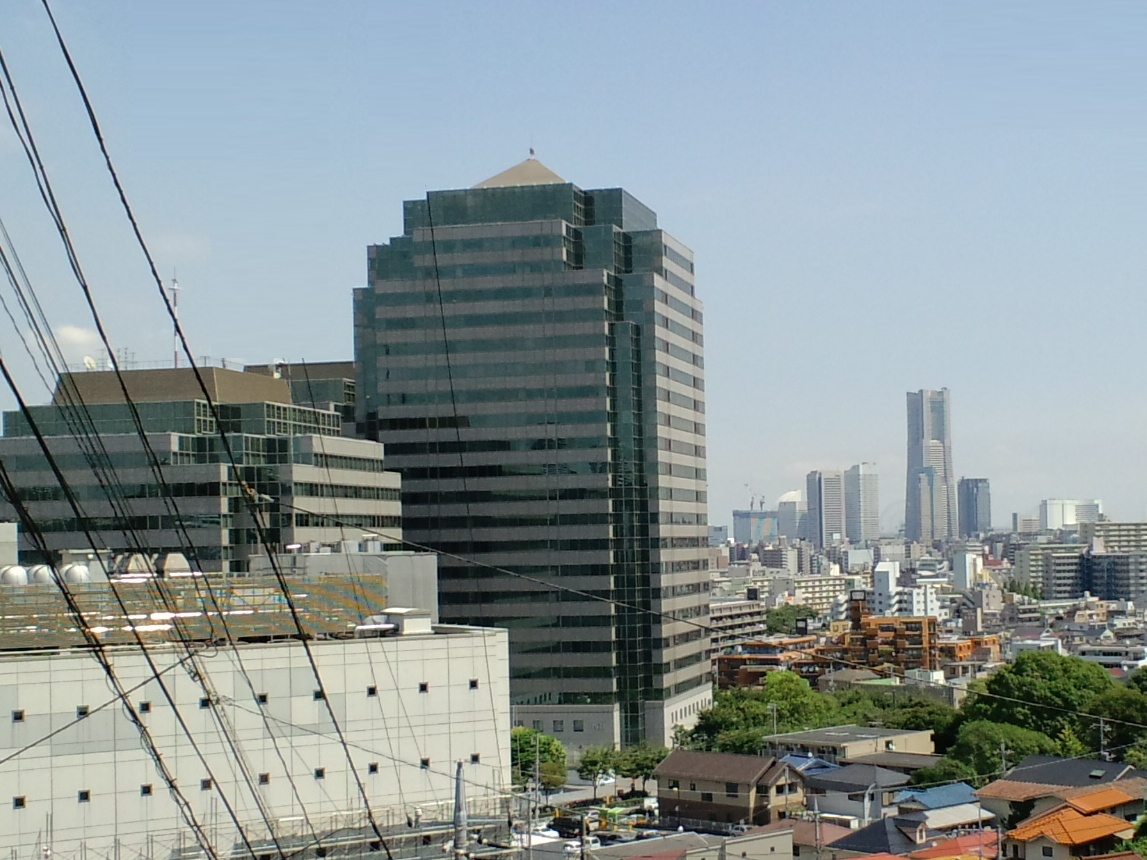
요코하마 비즈니스 파크

요코하마 비즈니스 파크(일본어: 横浜ビジネスパーク, 영어: Yokohama Business Park, YBP)는 일본 가나가와현 요코하마시 호도가야구에 있는 노무라 부동산이 소유한 비즈니스 센터이다.

## 개요
오피스 빌딩, 레스토랑, 스포츠 센터, 공원을 갖추고있다. 크고 작은 10동의 건물이 중앙 공원 벨리니의 언덕(일본어: ベリーニの丘)을 둘러쌓인채로 구성되어 있다. 낮에는 많은 사무실 근무자 외에도 인근 주민들이 공원을 산책하는 등 휴식 시설이 있다. 독특한 경관으로, 드라마 · 영화 등의 촬영에 잘 사용되는 구역이며, 벼룩시장 등 지역 주민을 위한 행사도 열린다.